# ناحیه کومانو
ناحیه کومانو (به ژاپنی: 熊野地方, Kumano chihō) منطقه ای واقع در قسمت جنوبی شبه جزیره کی در ژاپن، منطقه مورو سابق است. این بخش شامل بخش‌های استان میه، استان واکایاما و استان نارا است.
در سال ۲۰۰۴ به عنوان میراث جهانی یونسکو تعیین شد.